# Maze War
Maze War (рус. Война в лабиринте, также известная как The Maze Game, Maze Wars, Mazewar или просто Maze) — видеоигра 1973 года, изначально созданная для Imlac PDS-1 Стивом Колли в Исследовательском центре Эймса NASA. Наряду с Empire и Spasim стала одной из прародительниц современных шутеров от первого лица, а также первой игрой с режимом deathmatch.

## Игровой процесс
В Maze War игроки перемещаются по лабиринту; доступна возможность перемещения вперёд, назад, поворачиваться направо и налево (каждый раз на 90°), а также заглядывать в дверные проёмы. В игре используется простая тайловая графика — таким образом, игрок перемещается по невидимым квадратам. Другие участники игры представлены на экране в виде глазных яблок. При появлении соперника на экране игрок может стрелять в него. За каждое убийство начисляются очки, а за каждую смерть — снимаются. В некоторых версиях Maze War (например, портированная версия для X11) были внедрены чит-коды, которые позволяли видеть местоположение других игроков.

## Популярность
Maze War также оказала влияние на игры от первого лица в других жанрах, в частности, на компьютерные ролевые игры. Впервые вид от первого лица был заимствован в ролевой компьютерной игре Moria, выпущенной для PLATO в 1975 году. Затем он использовался в серии игр Ultima и Wizardry, а затем (в растровом виде) — в Dungeon Master, Phantasy Star, Eye of the Beholder и многих других.